# Xsun
Xsun — реализация сервера X Window System (X11) для операционной системы Solaris, разрабатывавшаяся корпорацией Sun Microsystems. Сервер Xsun заменил старый сервер «Xnews», который поддерживал не только приложения X11, но и программы для NeWS и SunView. В Xsun поддержка этих платформ удалена и добавлена поддержка Display PostScript.
Сервер Xsun был выпущен впервые как часть Solaris 2.3 в ноябре 1993. Изначально он основывался на X11 Release 5; версия, включённая в Solaris 10, основана на X11R6.6.
Solaris 10 включает два сервера: Xsun и X.Org Server, реализацию на основе X11R7 с открытым кодом. Сервер «Xorg» чаще применяется в системах x86, а сервер Xsun обычно используется в системах SPARC; поддержка Xorg для SPARC была добавлена только в Solaris 10 8/07 с большими ограничениями. В проекте OpenSolaris в будущем планируется поддержка X на основе Xorg.